# 旭山三浦庭園
旭山三浦庭園（あさひやまみうらていえん）は北海道旭川市東旭川町倉沼にある庭園。スイレンの名所として知られている。旭川市旭山動物園に隣接しており、連絡通路で接続している。面積2.9ha。

## 歴史
- 1965年 - 元旭川市職員・三浦猛が造成[1]。公園の名称はその名にちなんだもの。
- 1993年 - 一般開放[1]。
- 2011年 - 維持管理が困難になり閉鎖[1]。
- 2012年 - 旭川市が土地を買い取って遊歩道等を整備[1]。
- 2014年 - 再開園[1]。